# Mojibake
Mojibake (文字化け uitspraak /ˌmodʑibake /) is de term waarmee aangegeven wordt dat op een website teksten verkeerd weergegeven worden. Het gaat dan om tekst in andere schriften dan het Latijnse (Cyrillisch, Grieks, Chinees, Arabisch enz.) en om tekens met accenten. De oorzaak hiervan is meestal een foute weergaveinstelling.
Webpagina's worden verstuurd aan browsers in de vorm van een rij nummers. Bijvoorbeeld A=65, B=66, C=67, enzovoort. Als bijvoorbeeld in de ene codering de letter ë als 99 wordt verzonden en in de andere 99 wordt gebruikt voor Ã, dan wordt met de verkeerde weergaveinstelling 'poriën' veranderd in 'poriÃn'.
Een teken dat als niet weer te geven teken wordt herkend, wordt op websites veelal weergegeven met �. 
Soms wordt de letter niet weergegeven en is de letter die erna komt ook niet zichtbaar (sces in plaats van scènes).
Mojibake is een Japans woord dat uit twee delen bestaat: moji=teken; karakter en bake=verandering.

## Voorbeeld
| Codering            | Browserinstelling   | Resultaat                                                       |
| ------------------- | ------------------- | --------------------------------------------------------------- |
| Arabisch voorbeeld: | Arabisch voorbeeld: | منتدى عرب شير مشاهدة الملف الشخصي                               |
| UTF-8               | ISO 8859-1          | Ù…Ù†ØªØ¯Ù‰ Ø¹Ø±Ø¨ Ø´ÙŠØ± - Ù…Ø´Ø§Ù‡Ø¯Ø© Ø§Ù„Ù…Ù„Ù Ø§Ù„Ø´Ø®ØµÙŠ                                                                |
| UTF-8               | KOI8-R              | ы┘ы├ь╙ь╞ы┴ ь╧ь╠ь╗ ь╢ы┼ь╠ - ы┘ь╢ь╖ы┤ь╞ь╘ ь╖ы└ы┘ы└ы│ ь╖ы└ь╢ь╝ь╣ы┼ |
| UTF-8               | ISO 8859-5          | й йиЊиЏй иЙиБиЈ иДйиБ - й иДиЇйиЏиЉ иЇйй йй иЇйиДиЎиЕй                                                                |
| UTF-8               | CP 866              | Е┘Ж╪к╪п┘Й ╪╣╪▒╪и ╪┤┘К╪▒ - ┘Е╪┤╪з┘З╪п╪й ╪з┘Д┘Е┘Д┘Б ╪з┘Д╪┤╪о╪╡┘К  |
| Windows-1256        | ISO 8859-6          | ظ…ظ†طھط¯ظ‰ ط¹ط±ط¨ ط´ظٹط± - ظ…ط´ط§ظ‡ط¯ط© ط§ظ„ظ…ظ„ظپ ط§ظ„ط´ط®طµظٹ |
| Windows-1256        | CP 852              | ┘ů┘ćě¬ě»┘ë ě╣ě▒ěĘ ě┤┘Őě▒ - ┘ůě┤ěž┘çě»ěę ěž┘ä┘ů┘ä┘ü ěž┘äě┤ě«ěÁ┘Ő |
| Windows-1256        | ISO 8859-2          | Ů ŮŘŞŘŻŮ ŘšŘąŘ¨ Ř´ŮŘą - Ů Ř´Ř§ŮŘŻŘŠ Ř§ŮŮ ŮŮ Ř§ŮŘ´ŘŽŘľŮ                                                                |
| Windows-1256        | ASMO 708            | عàع╢ظ╔ظ»عë ظ╥ظ▒ظ╟ ظ═عèظ▒ - عàظ═ظ╞عçظ»ظ╚ ظ╞ع╡عàع╡ع┤ ظ╞ع╡ظ═ظ«ظ╬عè |